# Blauwvlekkende fluweelboleet
De blauwvlekkende fluweelboleet (Xerocomellus cisalpinus) is een schimmel behorend tot de familie Boletaceae. Hij is een terrestrische ectomycorrhiza-schimmel die in symbiose leeft met loofbomen, voornamelijk eiken, maar ook met beuken, dennen en ceders. Hij komt voor in loof- en gemengde bossen.

## Taxonomie
Deze soort werd in 2003 beschreven door G. Simonini, H. Ladurner en U. Peintner en noemde hem Xerocomus cisalpinus. Als resultaat van fylogenetische studies bleek dat het geslacht Xerocomus een polyfyletisch taxon is en werd opgesplitst in verschillende andere geslachten. De huidige naam erkend door Index Fungorum werd in 2011 gegeven door Wolfgang Klofac, waardoor hij werd overgebracht naar het geslacht Xerocomellus.

## Kenmerken

### Uiterlijke kenmerken
Hoed
De hoed is geheel donkerbruin, roodbruin of grijsbruin, snel openbarstend, waarbij het bleekrode vlees zichtbaar wordt, sterk blauw vlekkend bij aanraking. Tot 7 cm in diameter, aanvankelijk halfbolvormig, daarna convex. 
Buisjes
De buisjes en poriën zijn geelgroen, blauw verkleurend bij aanraking. 
Steel
De steel heeft een lengte van 4,5 tot 8 cm en een dikte van 1 tot 1,5 cm. De vorm is cilindrisch, naar voet versmald. De kleur is bleekgeel aan de top, daaronder rood met grove lengtevezels. Het vlees is vuilwit met een fijne rode lijn onder de hoedhuid. In de steelvoet vaak bruinig of roodachtig, sterk blauw verkleurend, vooral in de steel en het centrale deel van de hoed. Mycelium aan de basis van de steel wit.
Geur en smaak
Hij heeft geen kenmerkende geur en smaak.
Sporenprint
De sporenprint is olijfbruin.

### Microscopische kenmerken
De sporen meten 10,5–16 × 4–5,5 μm en hebben een duidelijke lengtestreping (olie-immersie). De hoedhoed is gemaakt van palissade gerangschikt en gesepteerd, hyfen. Ze bestaan voornamelijk uit cilindrische, ingelegde cellen.

## Vergelijkbare soorten
De blauwvlekkende fluweelboleet kan moeilijk te onderscheiden zijn van:
- Roodsteelfluweelboleet (Xerocomellus chrysenteron): deze is minder vatbaar voor barsten, heeft iets grotere sporen en de basis van de steel wordt niet zo intens blauw.
- Xerocomus prinatus: heeft zeer zelden een gebarsten oppervlak van de hoed, bovendien heeft hij iets grotere sporen dan de twee voorgaande soorten.
- Wijnrode boleet (Xerocomellus ripariellus): onderscheidt zich duidelijk door zijn leefgebied; komt voor in natte alluviale bossen en elzenbossen onder wilgen en populieren. Deze heeft dikwandige en amyloïde hyfen.

## Verspreiding
Het is bekend dat de blauwvlekkende fluweelboleet voorkomt in veel Europese landen, in Zuid-Afrika en Nieuw-Zeeland. De verspreiding ervan is niet precies bekend, aangezien het een recent geïsoleerde schimmelsoort is en vaak wordt verward met Xerocomellus chrysenteron. 
In Nederland komt hij algemeen voor. Hij staat niet op de rode lijst en is niet bedreigd.

## Foto's

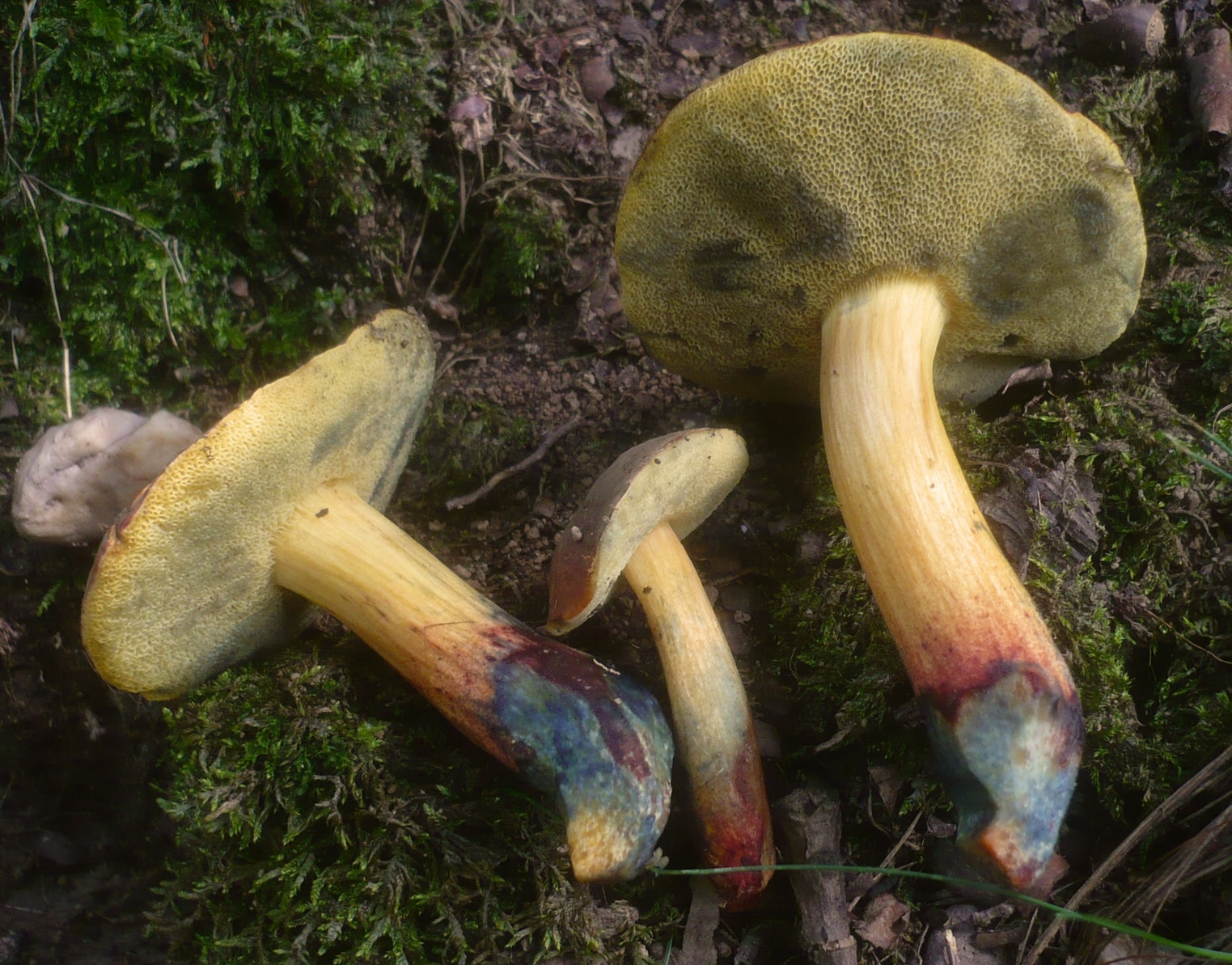
Zijaanzicht
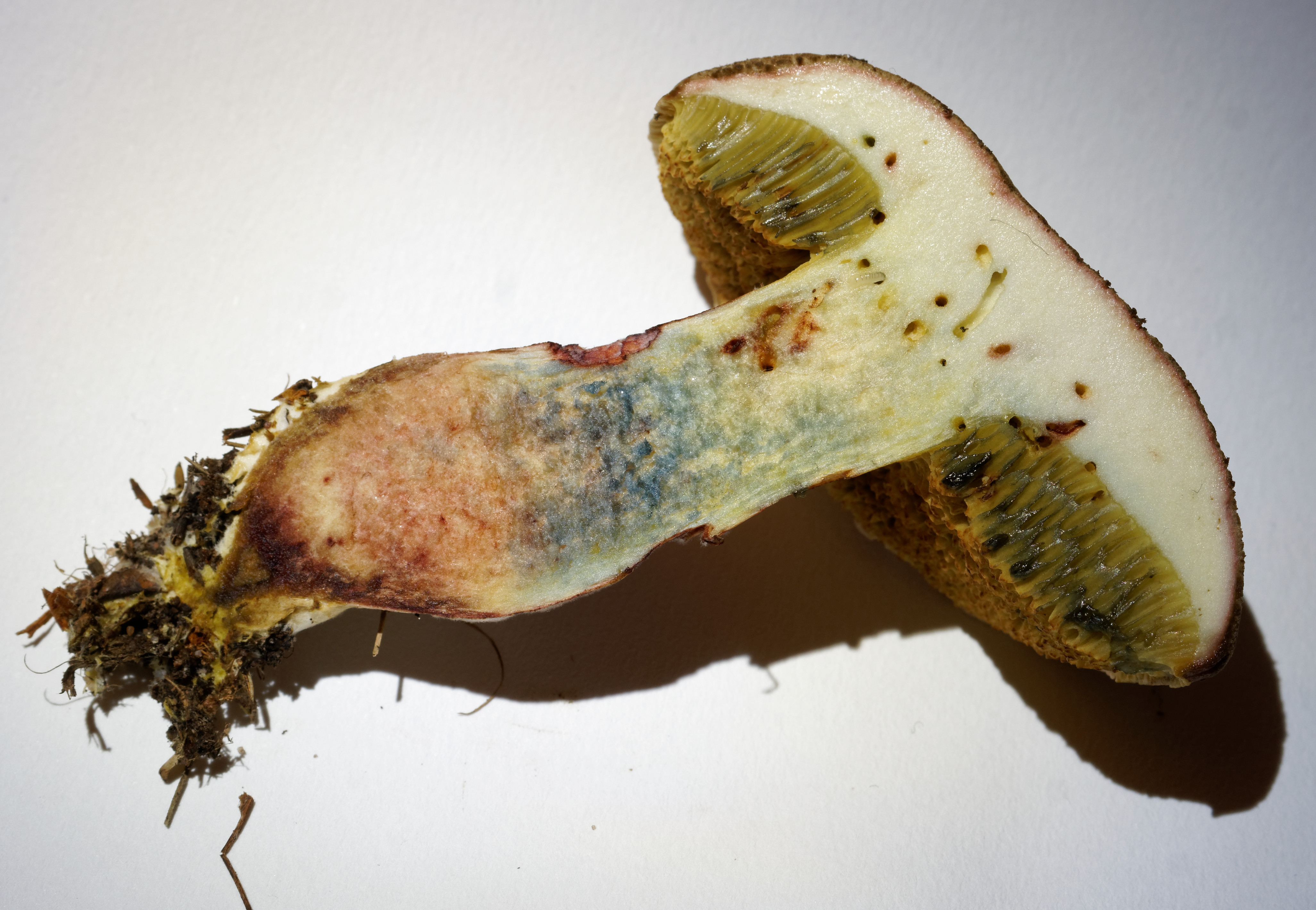
Doorsnede steel
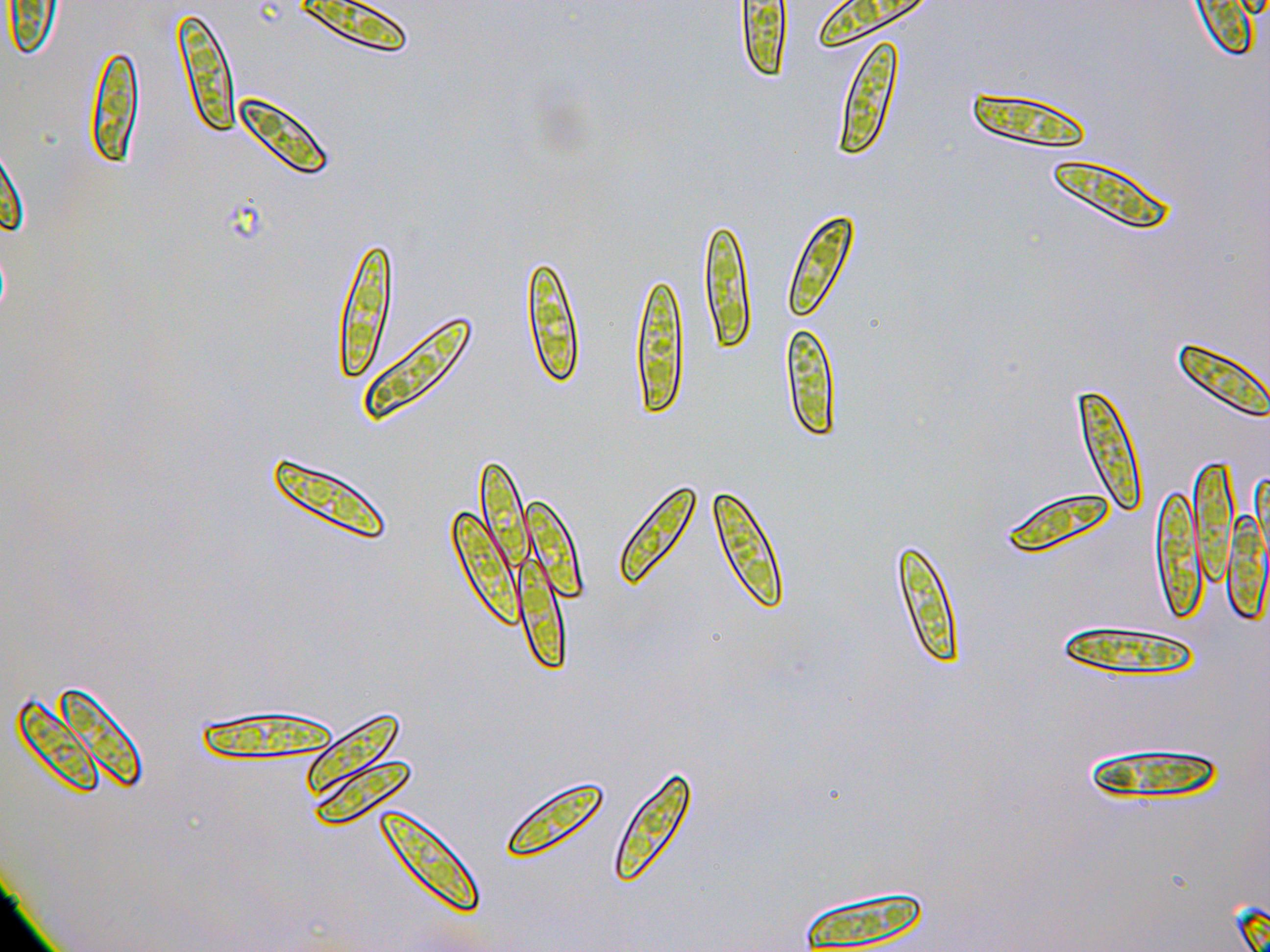
sporen